# Michelle Malkin
Michelle Malkin (/ ˈmɔːlkɪn /; apellido de soltera: Maglalang; Filadelfia, 20 de octubre de 1970) es una periodista, comentarista política, autora y empresaria estadounidense. Su columna sindicada semanal aparece en varios periódicos y sitios web. Malkin fue colaboradora del canal Fox News y ha sido invitada en MSNBC, C-SPAN y en diversos programas de radio nacionales. Malkin ha escrito cuatro libros publicados por la editorial Regnery Publishing. Malkin fundó los sitios web conservadores Twitchy y Hot Air.
Alrededor de 2019, Malkin comenzó a apoyar públicamente a miembros de la extrema derecha, incluido Nick Fuentes. Malkin ha enfrentado críticas de periodistas y organizaciones activistas por su asociación con nacionalistas blancos, neonazis y Groypers, incluidos Fuentes y el líder de Identity Evropa, Patrick Casey. En noviembre de 2019, fue despedida por la organización conservadora Young America's Foundation (YAF), debido a su apoyo a las personas asociadas con el antisemitismo y el nacionalismo blanco.

## Biografía

### Primeros años de vida
Michelle Malkin nació el 20 de octubre de 1970 en Filadelfia, Pensilvania, de los ciudadanos filipinos Rafaela (de soltera Pérez), ama de casa y maestra, y Apolo DeCastro Maglalang, que entonces era médico en formación. Varios meses antes del nacimiento de Malkin, sus padres habían inmigrado a los Estados Unidos con una visa patrocinada por el empleador. Después de que su padre terminó su formación médica, la familia se mudó a Absecon, Nueva Jersey. Malkin tiene un hermano menor. Ha descrito a sus padres como republicanos partidarios de Ronald Reagan, que no eran increíblemente activos políticamente. Malkin, de fe católica, asistió al instituto Espíritu Santo, donde editó el periódico de la escuela y aspiraba a convertirse en concertista de piano. Después de su graduación en 1988, se inscribió en el Colegio Oberlin. Malkin había planeado obtener una licenciatura en música, pero cambió su especialización a inglés. Durante sus años universitarios, trabajó como insertadora de prensa, asistente de preparación de impuestos y bibliotecaria de noticias de la red. En su primer artículo para el periódico The Oberlin Review, criticó duramente el programa de acción afirmativa del Colegio Oberlin y recibió una respuesta enormemente negativa de los otros estudiantes en el campus. Se graduó en 1992 y luego describió a su alma mater como una institución de izquierda radical.

## Carrera

### Periodismo

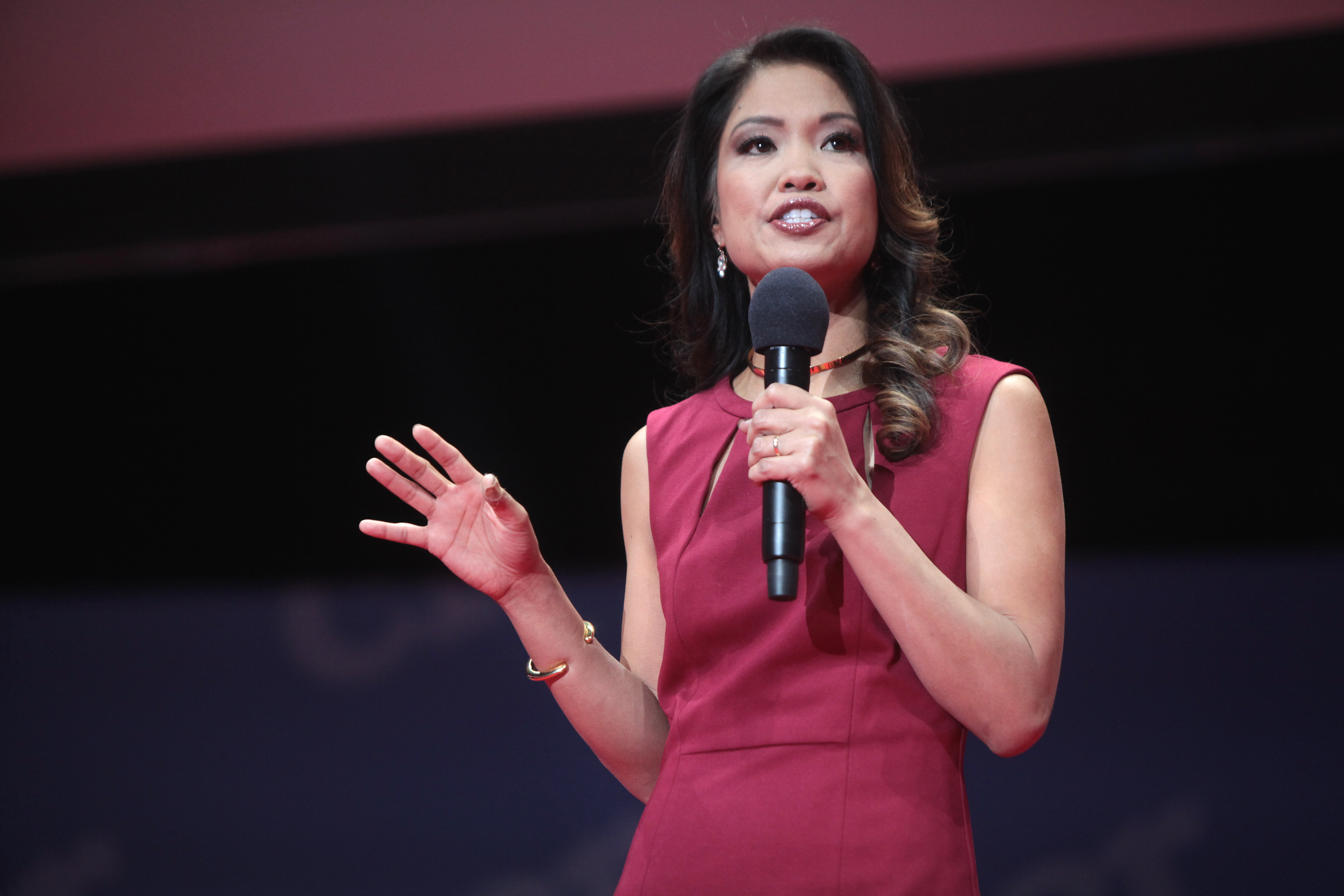
Malkin hablando en Carolina del Sur en 2016.

Malkin comenzó su carrera de periodismo en Los Angeles Daily News, trabajando como columnista de 1992 a 1994. En 1995, trabajó en Washington D. C. como investigadora de periodismo en el Competitive Enterprise Institute, una institución antigubernamental favorable al libre mercado,  un think tank libertario.
En 1996, Malkin se mudó a Seattle, Washington, donde escribió columnas para The Seattle Times. Malkin se convirtió en columnista sindicada a nivel nacional con el Sindicato de Creadores, en 1999.
El 24 de abril de 2006, Hot Air, un sitio web de Internet conservador, entró en funcionamiento, con Malkin como fundador/CEO.
El personal del sitio en el lanzamiento incluyó a Allahpundit y a Bryan Preston. Preston fue reemplazado por Ed Morrissey el 25 de febrero de 2008.
En febrero de 2010, Salem Communications compró Hot Air y Malkin dejó de administrar el sitio web.
Durante años, Malkin fue comentarista frecuente del canal Fox News y presentadora invitada habitual del programa '"Factor O'Reilly". En 2007, anunció que no volvería al programa "Factor O'Reilly", alegando que Fox News había manejado mal una disputa sobre declaraciones despectivas hechas sobre ella por Geraldo Rivera en una entrevista con The Boston Globe.
Desde 2007, se ha concentrado en escribir en blogs y en hablar en público, aunque todavía aparece en la televisión ocasionalmente, especialmente con Sean Hannity y anteriormente con Greta Van Susteren en Fox News y en Fox&Friends una vez a la semana. Malkin había contribuido a CRTV, pero dejó la cadena luego de su fusión con TheBlaze, en diciembre de 2018, y se unió al competidor Newsmax TV.
Malkin también fundó el sitio web Twitchy, un sitio de contenido de Twitter.
Un día después de la muerte de la periodista Cokie Roberts, Malkin dijo: "Cokie Roberts, por supuesto, falleció hoy y Dios la bendiga por la increíble carrera que tuvo, pero recuerdo claramente que fue una de las primeras culpables de las noticias falsas." Brian Stelter dijo rápidamente, durante la mesa redonda: "La estás atacando hoy. Solo quiero ser claro: Su cuerpo ni siquiera está frío todavía". Malkin continuó citando lo que ella consideraba un ejemplo de cómo Roberts engañaba a su audiencia televisiva.

## Libros
Malkin ha escrito un total de siete libros. 
Su primer libro, Invasion: How America Still Welcomes Terrorists, Criminals, and Other Foreign Menaces (2002) fue un superventas del New York Times.
En 2004, escribió In Defense of Internment: The Case for Racial Profiling in World War II and the War On Terror, defendiendo el internamiento de 112.000 japoneses estadounidenses en campos de prisioneros por parte del gobierno estadounidense durante la Segunda Guerra Mundial, y argumentando que los mismos procedimientos podría utilizarse actualmente con los ciudadanos estadounidenses árabes y musulmanes. El libro generó duras críticas de varias organizaciones de derechos civiles asiático-estadounidenses. El comité de historiadores por la equidad, una organización de académicos e investigadores profesionales, condenó el libro por no haber sido revisado por pares y argumentó que su tesis central es falsa.
El tercer libro de Malkin, Unhinged: Exposing Liberals Gone Wild, fue publicado en octubre de 2005.
Culture of Corruption: Obama and His Team of Tax Cheats, Crooks, and Cronies, el cuarto libro de Malkin, fue lanzado en julio de 2009 y fue un best seller de tapa dura de no ficción, según el periódico The New York Times durante seis semanas. Malkin dijo que esperaba que el libro destrozara por completo los mitos de la esperanza y el cambio en la nueva política en Washington, describió la administración de Obama como dirigida por traficantes de influencias, intermediarios de poder y gente muy rica, y la llamó una de los administraciones más corruptas en la memoria reciente, más tarde habló sobre el libro, en el programa Today del canal NBC.
Who Built That: Awe-Inspiring Stories of American Tinkerpreneurs, publicado en mayo de 2015, presenta historias de inventores y empresarios estadounidenses, desafiando directamente las declaraciones de hechas por el presidente Barack Obama el 13 de julio de 2012.
Sold Out: How High-Tech Billionaires & Bipartisan Beltway Crapweasels Are Screwing America's Best & Brightest Workers, M. Malkin y J. Miano, Simon & Schuster Audio / Mercury Ink (10 de noviembre de 2015). 
Open Borders Inc.: Who's Funding America's Destruction?
Michelle Malkin, Regnery Publishing (10 de septiembre de 2019).

## Blog
En junio de 2004, Malkin lanzó un blog político, MichelleMalkin.com. Un memorando de 2007 del Comité Senatorial Republicano Nacional describió a Malkin como uno de los cinco blogueros conservadores nacionales más leídos.
En 2011, la empresa de búsqueda de personas PeekYou, afirmó que Malkin tenía la mayor huella digital de cualquier bloguero político.
Malkin acusó al artista de hip hop Akon de degradar a las mujeres en un video de YouTube, en mayo de 2007. Después de esto, el sello discográfico de Akon, Universal Music Group (UMG), emitió un aviso de eliminación del video.
UMG se retractó del aviso después de que Electronic Frontier Foundation se uniera a Malkin para impugnar la eliminación como un mal uso de la ley de derechos de autor.
La web MichelleMalkin.com se renovó y se trasladó a un servidor más grande alojado en WordPress en junio de 2007.
Malkin también ha contribuido a financiar el sitio web antiinmigración "VDARE".

## Polémicas

### Controversia sobre Jamil Hussein
Malkin fue uno de los primeros de varios blogueros que cuestionaron la credibilidad e incluso la existencia del capitán de la policía iraquí "Jamil Hussein", quien había sido utilizado como fuente por Associated Press (AP) en más de 60 historias sobre la guerra de Irak. La controversia comenzó en noviembre de 2006 cuando AP informó que seis iraquíes habían sido quemados vivos cuando salían de una mezquita y que cuatro mezquitas habían sido destruidas, citando a Hussein como una de sus fuentes. En enero de 2007, Malkin visitó Bagdad y declaró: "El Ministerio del Interior iraquí dice que la fuente de la agencia Associated Press en disputa, Jamil Hussein, sí existe. Al menos una historia que le contó a la AP simplemente no fue verificada: las mezquitas sunitas, que como Hussein afirmó y AP había reportado como 'destruidas', 'incendiadas', 'quemadas' y 'voladas', siguen en pie. Así que la credibilidad de cada historia de AP que se basa en Jamil Hussein sigue siendo dudosa." Desde entonces, Malkin emitió una corrección por su negación de la existencia de Hussein, "Transmití información de múltiples fuentes, CPATT, USCENTCOM y otras dos fuentes militares sobre el terreno en Irak, que la fuente en disputa de Associated Press, Jamil Hussein, no pudo ser encontrada. "  [...] "Lamento el error", pero aun así impugné las afirmaciones de AP sobre las mezquitas destruidas y los civiles quemados vivos.

### Controversia de Estudiantes contra la guerra
En abril de 2006, Estudiantes Contra la Guerra (ECG), un grupo del campus de la Universidad de California en Santa Cruz, organizó una protesta contra la presencia de reclutadores militares en el campus y envió un comunicado de prensa con datos de contacto (nombres, números de teléfono y direcciones de correo electrónico) de tres líderes estudiantiles para uso de los periodistas. Malkin incluyó estos datos de contacto en una columna de su blog titulada "Estudiantes Contra la Guerra versus América".
Malkin afirmó que la información de contacto se tomó originalmente del sitio web de ECG, pero que más tarde la había eliminado y había borrado la versión en caché.
Los estudiantes le pidieron a Malkin que eliminara los datos de contacto de su blog, pero Malkin volvió a publicarlos varias veces escribiendo en su blog: "Lo dejo, no apruebo las amenazas de muerte ni el lenguaje soez. En cuanto a Estudiantes Contra la Guerra, mi mensaje es este: Ustedes son responsables de sus acciones individuales. Otros individuos son responsables de las suyas. Crezcan y asuman la responsabilidad".
Posteriormente, Malkin afirmó que recibió correos electrónicos hostiles y que su dirección personal, su número de teléfono, fotos de su vecindario y mapas de su casa se publicaron en varios sitios web.
El periódico Santa Cruz Sentinel informó haber recibido un correo electrónico de Malkin diciendo que esto la obligó a sacar a uno de sus hijos de la escuela y tener que mudarse junto con su familia.

### Controversia sobre direcciones privadas
Otra controversia que involucró direcciones privadas comenzó el 1 de julio de 2006, cuando Malkin y otros blogueros comentaron un artículo de la sección de viajes del New York Times que mostraba la ciudad donde el vicepresidente Dick Cheney y el secretario de defensa Donald Rumsfeld eran propietarios de casas de verano. El artículo incluía una imagen del largo camino de entrada bordeado de árboles de Rumsfeld que mostraba una pajarera y una pequeña parte del frente de la casa. Malkin declaró que esta historia era parte de un esfuerzo organizado y concertado para desenterrar y dar a conocer la información privada del hogar de conservadores prominentes en los medios y la blogosfera para intimidarlos.

### Controversia sobre Michelle Obama
Malkin acusó a la ex-primera dama Michelle Obama de estar inmersa en la política, y de haber basado su carrera profesional en el nepotismo y en una red de conexiones personales.

## Puntos de vista

### Inmigración
Aunque ella misma es hija de padres inmigrantes y ciudadanos de Filipinas, Malkin se opone a la ciudadanía por nacimiento a los hijos nacidos en Estados Unidos de turistas extranjeros, trabajadores extranjeros temporales e inmigrantes indocumentados. Ella afirma que esto socava la integridad de la ciudadanía y la seguridad nacional, y argumenta que la Cláusula de Ciudadanía de la Decimocuarta Enmienda a la Constitución, "originalmente destinada a garantizar los derechos de ciudadanía de los esclavos recién liberados y sus familias después de la Guerra Civil, se ha convertido en un imán para los extranjeros infractores de la ley, y es un escudo para terroristas infiltrados y combatientes enemigos."
Malkin también se opone a las ciudades santuario, en las que las autoridades locales limitan la cooperación con las agencias nacionales de inmigración, como el Servicio de Control de Inmigración y Aduanas (SCIA).
Malkin apoya la coordinación con las autoridades federales mediante el uso de la Sección 287 (g) de la Ley de Reforma de la Inmigración Ilegal y Responsabilidad del Inmigrante de 1996 para investigar, detener y arrestar a extranjeros por motivos civiles y penales.
Malkin apoya la detención y deportación de algunos inmigrantes, independientemente de su estatus legal, por motivos de seguridad nacional. En 2019, Malkin pronunció un discurso en la Conferencia de Acción Política Conservadora (CPAC), condenando a los políticos, incluyendo en su crítica al recientemente fallecido senador John McCain, por no promulgar una regulación de inmigración más estricta.

### Beneficios por desempleo
Durante una aparición como analista de noticias en el segmento de mesa redonda del canal ABC, en el programa de George Stephanopoulos, el 2 de agosto de 2009, Malkin explicó por qué se oponía a otra extensión de 13 semanas de las prestaciones por desempleo: "Si pones suficiente queso del gobierno frente a la gente, van a seguir comiéndoselo y pateando la lata en el futuro, la gente simplemente retrasará la obtención de un trabajo hasta las tres semanas, antes de que se agoten los beneficios."

### Problemas de las mujeres
En una columna de febrero de 2012, Malkin calificó la "Guerra contra las mujeres" como una narrativa falsa, argumentando más bien que "es la izquierda progresista en este país la que ha engañado de manera brutal y sistemática a las conservadoras por sus creencias".

### Daniel Holtzclaw
Malkin tomó un interés especial en la condena de Daniel Holtzclaw, a quien ella defiende como inocente. Ella ha dedicado una cantidad significativa de tiempo y esfuerzo a su caso, escribiendo múltiples videos y artículos sobre los diversos temas en su caso.

### Legalización del cannabis
Malkin es una defensora de la legalización del uso médico del cannabis, que se remonta a 1998 cuando argumentó a favor de la aprobación de la Iniciativa 692 del Estado de Washington. También criticó la guerra contra las drogas como un "fracaso lamentable, costoso e ineficiente", en 1997 Malkin escribió una columna en el periódico The Seattle Times titulada "La libertad es el mayor perdedor en la guerra nacional contra las drogas". En una entrevista de 2014, Malkin dijo que estaba agradecida por la aprobación de la enmienda 64 del Estado de Colorado (que legaliza el uso recreativo del cannabis), ya que le permitió a su suegra enferma obtener cannabis fácilmente.

## Vida personal
Mientras estaba en la Universidad de Oberlin, comenzó a salir con Jesse Malkin. Se casaron en 1993 y tienen dos hijos. Jesse Malkin trabajó como analista asociado de políticas y economista, enfocándose en temas de salud para la corporación Rand.
En 2004, Malkin informó en su sitio web que su esposo había dejado un lucrativo trabajo de consultoría en atención médica, para ser un padre que se quedaba en casa.
Jesse Malkin ayuda a reservar las conferencias de su esposa y la ayuda a administrar su negocio. Malkin y su familia vivieron en North Bethesda, Maryland, hasta 2008 cuando se mudaron a Colorado Springs, Colorado.
En 2006, Malkin dio una conferencia en su alma mater, el colegio Oberlin, discutiendo sobre el racismo, entre otros temas. Malkin negó las acusaciones de que había sido insensible a la difícil situación de las minorías, Malkin enumeró varios epítetos raciales que se habían utilizado en su contra y relató una lección que aprendió de su madre por la que está eternamente agradecida, cuando estaba en el jardín de infancia, Malkin se fue a casa llorando un día porque sus compañeros de clase la habían llamado por un nombre racista. Pero su madre consoló a Michelle diciéndole que todo el mundo tiene prejuicios.